# Михайловка (Топчихинский район)
Михайловка — село в Топчихинском районе Алтайского края. Входит в состав Макарьевского сельсовета.

## История
Основано в 1919 г. В 1928 году деревня Михайловка состояла из 48 хозяйств, основное население — русские. В административном отношении входила в состав Макарьевского сельсовета Чистюньского района Барнаульского округа Сибирского края.

## Население
| 1926 | 1997 | 1998 | 1999 | 2000 | 2001 |
| ---- | ---- | ---- | ---- | ---- | ---- |
| 289  | ↘176 | ↘171 | ↘164 | ↗167 | ↘164 |
| 2002 | 2003 | 2004 | 2005 | 2006 | 2007 |
| ↗167 | ↗180 | ↘169 | ↗182 | ↘172 | ↗188 |
| 2008 | 2009 | 2010 | 2011 | 2012 | 2013 |
| ↘184 | ↘180 | ↘169 | →169 | ↗174 | ↗176 |

Национальный состав
Согласно результатам переписи 2002 года, в национальной структуре населения русские составляли 90 %.